# Notaspidiella clavata
Notaspidiella clavata är en stekelart som beskrevs av T.C. Narendran och Konishi 2004. Notaspidiella clavata ingår i släktet Notaspidiella och familjen bredlårsteklar.
Artens utbredningsområde är Thailand. Inga underarter finns listade i Catalogue of Life.